# Huệ Kiểu
Huệ Kiểu (chữ Hán: 慧皎, 497 – 554), là tăng nhân đời Lương Nam triều, người Thượng Ngu Cối Kê.

## Tiểu sử
Huệ Kiểu sinh vào năm Kiến Vũ thứ 4 thời Tề (497). Họ của sư đến cả Đạo Tuyên đời Đường trong Tục Cao tăng truyện viết là "Không biết rành thị tộc", nay cũng không có cách nào khảo sát cho rõ được. Đối với sự tích sinh bình của Huệ Kiểu trong truyện này cũng nói không rành, nhưng theo các tư liệu có liên quan được biết thì sư nổi tiếng là người học thông nội ngoại điển, nghiên cứu rộng kinh Phật.
Sư từng có thời làm trụ trì chùa Gia Tường ở Cối Kê. Hai mùa Xuân Hạ chỉ lấy việc hoằng pháp làm nhiệm vụ, còn hai mùa Thu Đông thì chuyên tâm vào việc trước thuật. Sư cho rằng sách Dang tăng truyện do Bảo Xướng trước tác có lắm điều bày vẽ thêu dệt thêm thắt, bèn sưu tra các bộ lục, rộng hỏi các bậc cổ lão, vào năm Thiên Giám thứ 18 đời Lương (519) trước tác Cao tăng truyện 14 quyển, đời gọi là Lương Cao tăng truyện, được xem là bộ sách đệ nhất có hệ thống về tăng truyện được đời sau nương theo. Năm Thừa Thánh thứ 2 (553), sư tránh loạn Hầu Cảnh đi về phía Tây đến Bồn Thành, vẫn không bỏ việc giảng thuyết.
Tháng 2 năm Thừa Thánh thứ 3 (554) nhập tịch, thế thọ 58 tuổi, được Tăng chính ở Giang Châu tên là Cung đứng đầu việc lo liệu, chôn cất sư ở khu mộ của chùa Thiện Các tại Lô Sơn. Ngoài ra, sư còn soạn Phạm Võng kinh sớ 3 quyển, Niết bàn kinh nghĩa sớ 10 quyển,  hai tác phẩm này sớm đã mất từ lâu. Riêng Cao tăng truyện 14 quyển là còn lưu truyền đến nay.